# Station Długopole Zdrój
Station Długopole Zdrój is een spoorwegstation in de Poolse plaats Długopole Zdrój.